# メキシカーナ航空940便墜落事故
メキシカーナ航空940便墜落事故(Mexicana Air Flight 940)は、1986年3月31日に発生した航空事故である。ギアのブレーキが故障により過熱したことが発端で、複合的な要因が絡み合って墜落し、乗員乗客167名が全員死亡した。

## 事故の概要
1986年3月31日、メキシコ・メキシコシティのベニート・フアレス国際空港発グスタボ・ディアス・オルダス国際空港経由アメリカ・ロサンゼルスのロサンゼルス国際空港行きのメキシカーナ航空940便はボーイング727-264、機体番号XA-MEM、愛称「El matthew」によって運行されており、現地時間午前9時ちょうどに離陸した。しかし、離陸して15分ほど経った時、ベニート・フアレス国際空港の離陸中にブレーキが過熱したことに起因する様々なトラブルが瞬時に発生した。機長は「与圧に問題がある」と管制官に伝え、ベニート・フアレス国際空港への緊急着陸を試みるも、ミチョアカン州マラバト近郊の山岳地帯に墜落した。乗員乗客167名が全員死亡した。

## 事故直後の対応

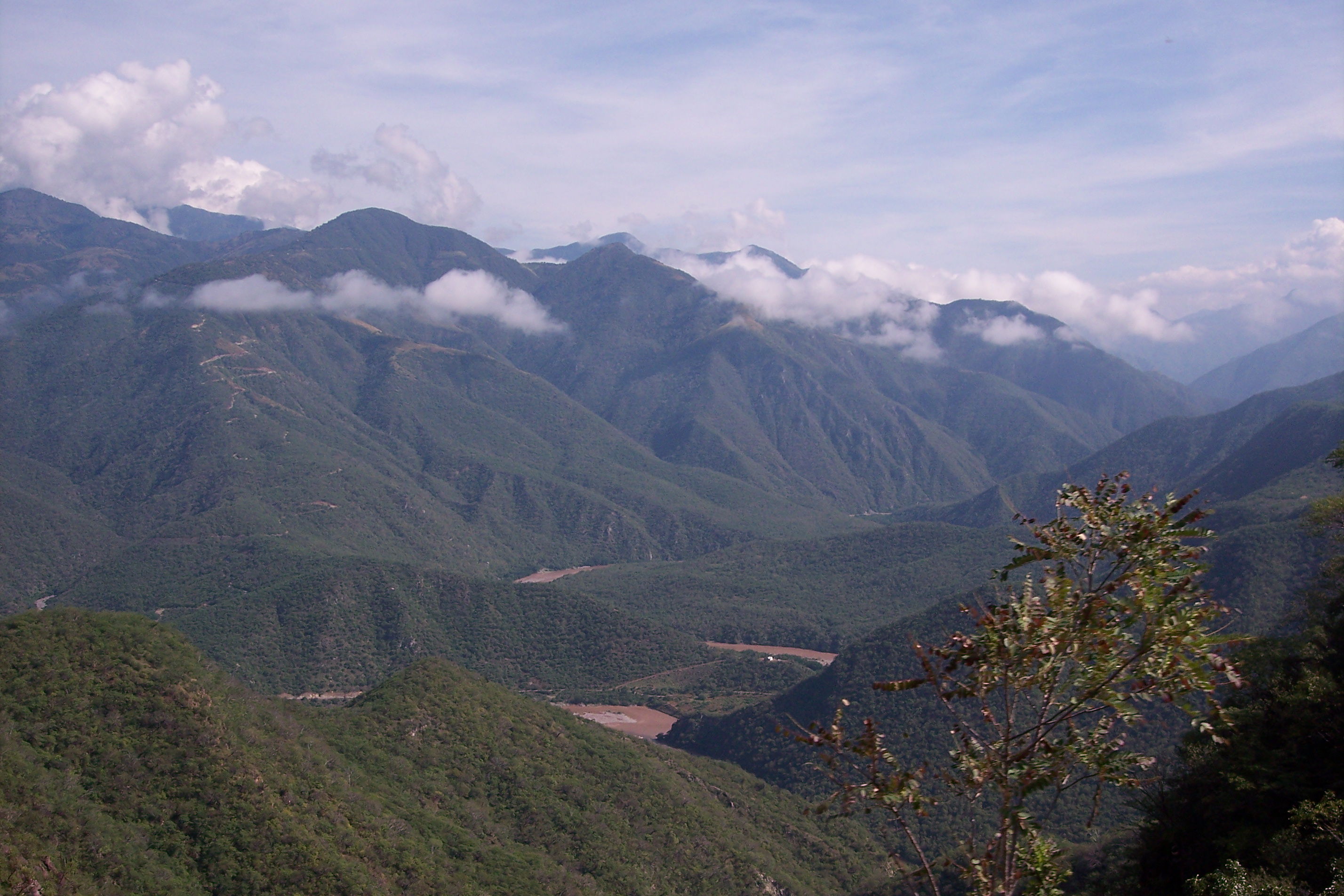
940便が墜落したシエラ・マドレ・オリエンタル山脈

近隣の住民が940便が墜落するところを目撃しており、住民が警察に通報して事態が発覚した。地元警察とメキシコ軍の兵士が墜落した山岳地帯での捜索を行ったが、墜落した機体のパーツを住民が持ち去ったり、リビアでアメリカが軍事作戦を行っていることへの報復だとして中東の自称テロリストの男が犯行声明(実際は虚偽の声明だった)を出したりするなど、捜索の妨害行為が相次いだ。

## 事故の原因
国家運輸安全委員会による事故原因の調査の結果、事故の発端となったのは左主脚ブレーキが通常以上に過熱したことであり、これに起因する様々なトラブルがほぼ同時に発生したのが墜落の原因とされた。940便の機体のタイヤには窒素の代りに圧縮空気が充填されており、離陸して車輪を格納した後にブレーキの熱が車輪に伝わり、タイヤが過熱してガスを放出していた。そして飛行中にこのガスとタイヤに充填されていた圧縮空気中の酸素が爆発した。この際にギアドアが吹き飛んで左主翼に激突し、左翼の燃料及び油圧系統が切断されるとともに火災が発生。さらに機内でも爆発のショックで急減圧が発生し、操縦不能に陥ったのが原因とされた。